# Studio 100 Animation
 (mars 2014).
Si vous disposez d'ouvrages ou d'articles de référence ou si vous connaissez des sites web de qualité traitant du thème abordé ici, merci de compléter l'article en donnant les références utiles à sa vérifiabilité et en les liant à la section « Notes et références ».
Studio 100 Animation est une société française d'origine belge créée en 2008. Filiale du groupe belge Studio 100, Studio 100 Animation est spécialisée dans les dessins animés. Elle produit à la fois des remakes de grands classiques et des créations originales. La société a une capacité de production de deux séries d'animation par an et est basée à Paris. Studio 100 Animation était le 9e producteur français de programmes d’animation en 2012 en volume horaire selon le CNC.

## Histoire
En novembre 2018 une augmentation de capital est venue restaurer les fonds propres.

## Activité

### Production de séries d'animation
- 2012 : Maya l'abeille - 78 épisodes de 13 minutes
- 2013 : Vic le Viking - 78 épisodes de 13 minutes
- 2014 : Heidi 39 épisodes de 26 minutes
- 2015 : K3 - 52 épisodes de 13 minutes[4]
- 2016 : Arthur et les Minimoys - 26 épisodes de 23 minutes

### Films
- 2014 : La Grande Aventure de Maya l'abeille
- 2015 : Blinky Bill Le Film
- 2018 : Maya l'abeille 2 : Les Jeux du miel
- 2020 : Vic le Viking
- 2020 : 100% Loup
- 2021 : Maya l'abeille 3 : et l'œuf d'or
- 2022 : Mia et Moi : Le Héros de Centopia
- 2024 : 200% Loup
- 2025 : Heidi : Sauvetage du Lynx

### Licences et merchandising
En 2012, Studio 100 Animation a ouvert un département Licences et Merchandising afin de gérer les droits des séries d'animation en France.